# Jean Buridan
‎Jean Buridan (latinsko Joannes Buridanus), francoski filozof, logik in učenjak, * 1300, (najverjetneje) Béthune (Bethun), pokrajina Artois, Pikardija, Francija, † 1358, Pariz, Francija.

## Življenje in delo
Buridan je študiral na Kolidžu Lemoine (Collège Lemoine) in na Univerzi v Parizu. Tu je nasledil sholastičnega filozofa Vilijema Ockhamskega. Znamenit je postal zaradi trditve, da se s svobodno voljo ni mogoče gibati, če sta si pobudi nasprotni in povsem uravnovešeni (miselni preskus, paradoks, znan kot Buridanov osel).
Naprej je razvil misel Viljema Ockhamskega o gibanju puščice. »Tovor«, ki ga naj bi nosila in ga sprejela, ko so jo izstrelili, je imenoval impetus. Aristotelu je nasprotoval še s trditvijo, da veljajo na Zemlji in na nebu isti zakoni. Puščica dobi ob izstrelitvi impetus, ki je sorazmeren s težo in je tem večji, čim večja je hitrost. V impetusu lahko vidimo zasnovo poznejše gibalne količine, vektorsko določene kot produkt med maso telesa kot skalarjem in njegovo hitrost kot vektorjem:
{\displaystyle \mathbf {G} =m\mathbf {v} \!\,,}
kjer bi dodali še težni pospešek in bi morali vektorsko množiti:
{\displaystyle \mathbf {G} _{l}=m\mathbf {g} \times \mathbf {v} =\mathbf {F} _{g}\times \mathbf {v} \!\,.}
Čeprav so tako gibanje povezali z nečim domala snovnim, so si prvič lahko zamislili gibanje po praznem prostoru. Ni se jim bilo treba več spraševati, zakaj se telo giblje, če ga nič ne vleče ali potiska. Lahko so si postavili plodnejše vprašanje: Kako se spreminja impetus v raznih okoliščinah. Čeprav se ta pariški pogled na gibanje ni splošno uveljavil, je vendar segel do Galileja in še dlje do Newtona. O podobnih silah so razmišljali pred njim že Janez Filopon, (ok. 550-ok. 620), Ibn Sina (Avicenna) (975-1037) in judovski filozof Al-Barakat (ok. 1080-po 1164).